# 下關商業高等學校
下關商業高等學校是位於日本山口縣下關市後田町四丁目地區的公立高等學校，雖然是下關市政府設立的學校，但在正式名稱中並未加上「下關市立」。
其棒球部在1930年代至1960年代期間曾是山口縣內的常勝軍，曾多次參加全國高等學校棒球錦標賽或被選入選拔高等學校棒球大會，至今參加兩項賽事已合計超過二十次。

## 歷史
學校的前身可以追溯至1884年由赤間關區內23個町共同在西之端町設立的「赤間關商業講習所」，1885年成為實業學校後更名為「赤間關商業學校」，1891年遷移至入江町，1901年再更名為「市立赤間關商業學校」，1902年遷移至名池山校舍後，因赤間關市更名為下關市，學校名稱亦隨之更為「市立下關商業學校」。
1948年配合日本的學制改革成為「下關商業高等學校」。